# Saissetia munroi
Saissetia munroi är en insektsart som beskrevs av De Lotto 1958. Saissetia munroi ingår i släktet Saissetia och familjen skålsköldlöss. Inga underarter finns listade i Catalogue of Life.